# Scott Cooper
Scott Cooper (nascut el 20 d'abril de 1970) és un director, guionista, productor i actor nord-americà. És conegut per escriure i dirigir Crazy Heart (2009), Out of the Furnace (2013), Black Mass (2015), Hostiles (2017) i The Pale Blue Eye (2022).

## Biografia

### Infantesa i formació
Cooper va néixer a Abingdon, Virgínia. El 1988 es va graduar de l'Abingdon High School. Es va formar com a actor al Lee Strasberg Theatre i el Film Institute de la ciutat de Nova York. Va rebre el seu títol de llicenciatura el 1992 i el seu doctorat en lletres humanes el 2014 al Hampden–Sydney College a Hampden Sydney, Virgínia.

### Carrera
Cooper va debutar com a director el 2009 amb la pel·lícula Crazy Heart, protagonitzada per Jeff Bridges. Pel seu paper en aquesta cinta, Bridges va guanyar l'Óscar al millor actor.
La següent pel·lícula de Cooper va ser Out of the Furnace, protagonitzada per Christian Bale, Casey Affleck, Woody Harrelson, Willem Dafoe, Zoe Saldana i Sam Shepard.
El 2013, Barry Levinson estava preparat per dirigir, al principi, una pel·lícula basada en la vida de Whitey Bulger, un cap criminal de Boston. Finalment, la cinta va acabar sent dirigida per Cooper, que va prendre les regnes del projecte el gener de 2014. La pel·lícula, titulada Black Mass i estrenada el 2015, va comptar amb un guió escrit per Jim Sheridan, Jez Butterworth i Russell Gewirtz, i es va basar en un llibre escrit per Dick Lehr i Gerard O'Neill, que diu que és la "veritable història" del polític Billy Bulger, el seu germà Whitey Bulger, l'agent del FBI John Connolly i el programa de protecció de testimonis que va ser creat per J. Edgar Hoover.
El 2017 va estrenar Hostiles, una pel·lícula de western protagonitzada per Christian Bale, Wes Studi i Rosamund Pike.
El seu següent treball és la cinta de terror Antlers, protagonitzada per Keri Russell i Jesse Plemons, a ser estrenada a l'octubre de 2021.
El seu últim projecte és The Pale Blue Eye, una pel·lícula sobre Edgar Allan Poe, amb Harry Melling com el famós poeta i escriptor, acompanyat per Christian Bale.

## Filmografia
| Any  | Títol              | Director | Guionista | Productor |
| ---- | ------------------ | -------- | --------- | --------- |
| 2009 | Crazy Heart        | Sí       | Sí        | Sí        |
| 2013 | Out of the Furnace | Sí       | Sí        | No        |
| 2015 | Black Mass         | Sí       | No        | Sí        |
| 2017 | Hostiles           | Sí       | Sí        | Sí        |
| 2021 | Antlers            | Sí       | Sí        | No        |
| 2022 | The Pale Blue Eye  | Sí       | Sí        | Sí        |